# Њутон (Ајова)
Њутон (енгл. Newton) град је у америчкој савезној држави Ајова. По попису становништва из 2010. у њему је живело 15.254 становника.

## Демографија
Према попису становништва из 2010. у граду је живело 15.254 становника, што је -325 (-2.1%) становника више него 2000. године.
| Група             | 2000.          | 2010.          |
| Белци             | 15.078 (96,8%) | 14.581 (95,6%) |
| Афроамериканци    | 61 (0,4%)      | 113 (0,7%)     |
| Азијати           | 94 (0,6%)      | 95 (0,6%)      |
| Хиспаноамериканци | 188 (1,2%)     | 262 (1,7%)     |
| Укупно            | 15.579         | 15.254         |